# S’-ma Tchan
S’-ma Tchan (čínsky pchin-jinem Sīmǎ Tán, znaky zjednodušené 司马谈, tradiční 司馬談, 165 př. n. l.? Sia-jang, Šen-si – 110 př. n. l. Luo-jang) byl čínský historik a spisovatel žijící v říši Chan. Začal pracovat na Zápiscích historika (Š’-ťi), neboli Knize vrchních písařů, popisujících dějiny Číny a okolních národů. Dílo dokončil jeho syn S’-ma Čchien.

## Život
S’-ma Tchan se narodil kolem roku 165 př. n. l., Pocházel ze Sia-jangu (夏陽, moderní Chan-čcheng 韓城 v prefektuře Wej-nan v provincii Šen-si). Získal kvalitní vzdělání, byl žákem astronoma Tchang Tua (唐都), Jang Chea (楊何), znalce Knihy proměn, a taoistického mistra Chuanga (黃子, Chuang-c’).
Byl povolán ke dvoru chanského císaře Wu-tiho, kde se stal pomocníkem vrchního písaře (太史丞, tchaj-š’-čcheng). Od roku 140 př. n. l. zastával funkci vrchního písaře (太史令, tchaj-š’ ling, překládáno také jako dvorský historik či astrolog, archivář, vrchní úředník). Ve své funkci měl na starosti „záležitosti nebe“, tj. kalendář, určování příznivých a nepříznivých dnů, záznamy o znameních, řídil zkoušky úředníků, výuku na dvorské akademii Tchaj-süe a patrně spravoval i císařskou knihovnu.
Pracoval na Zápiscích historika (Š’-ťi), neboli Knize vrchních písařů, široce koncipovaném dílu o historii Číny a okolních národů, které dokončil jeho syn. Jeho podíl na díle je nejistý, nejspíše shromáždil velkou část podkladů a snad i rozvrhl knihu. Jsou mu připisovány různé části výsledného textu.
V debatách o autorském podílu S’-ma Tchana na Zápiscích uvažují historikové řadu kritérií. Např. S’-ma Čchien se vyhýbal používání znaku 談 (tchan) obsaženém ve jménu jeho otce. Přítomnost tohoto znaku v nepřítomnosti dalších známek interpolací může proto znamenat autorství S’-ma Tchana, např. v případě kapitol 39. (dědičný dům Ťin) a 87. (Li S’). Jiným z kritérií autorství jsou časové údaje. Výklad končící před dobou S’-ma Čchiena je označován za dílo S’-ma Tchana, a např. na závěr líčení atentátu Ťing Kchea na Čchin Š'-chuang-tiho autor uvádí, že očitý svědek o události vyprávěl Kung-sun Ťi-kungovi a Tung Šengovi a oni „mluvili se mnou“. Mezi atentátem (227 př. n. l.) a narozením S’-ma Čchiena (145 př. n. l.) uběhlo příliš mnoho let, než aby Kung-sun a Tung mohli mluvit se S’-ma Čchienem. Shoda panuje na S’-ma Tchanově autorství eseje o filozofických směrech ve 130. kapitole. V eseji staví nejvýše taoismus (v jeho chanské podobě – učení chuang-lao), a to i nad konfuciánství.
Roku 110 př. n. l. S’-ma Tchan onemocněl, když nemohl provázet císaře na cestě za oběťmi na hoře Tchaj, a zemřel. Před smrtí požádal syna S’-ma Čchiena o dokončení Zápisků.